# Särkilax
Särkilax (finska: Särkilahti) är en stadsdel i storområdet Hirvensalo-Kakskerta i Åbo. Området är beläget i mitten av Hirvensalo. År 2016 var Särkilax folkmängd 147, varav 121 var finskspråkiga, 17 svenskspråkiga och 9 övriga.